# Toccata (Prokof'ev)
La Toccata in Re minore op. 11 è una composizione per pianoforte di Sergej Sergeevič Prokof'ev scritta nel 1912.

## Storia
Nel 1911, a vent'anni, Prokof'ev aveva già annoverato dieci composizioni nel suo catalogo di opere. Scriveva con grande facilità e partecipò come pianista alle "Serate di musica contemporanea" facendosi conoscere. L'editore Jurgenson iniziò a pubblicare i suoi lavori, ma inizialmente solo quelli per pianoforte, per motivi commerciali. Nella primavera del 1912, nonostante si fosse ammalato di una fastidiosa pleurite, il musicista scrisse la Toccata in Re minore. L'opera colpì favorevolmente l'amico Nikolai Myaskovsky che la considerò diabolicamente pungente, energetica e di carattere.
Il brano venne eseguito pubblicamente per la prima volta dallo stesso Prokof'ev il 10 dicembre 1916 a Pietrogrado. La Toccata divenne presto un pezzo celebre e considerata uno dei capisaldi del nuovo pianismo novecentesco.

## Analisi
La Toccata in Re minore è un'espressione della capacità di Prokof'ev di scrivere per uno strumento di cui egli stesso era grande esecutore, sottolineandone tutti gli aspetti virtuosistici, percussivi e spettacolari. Già con la Suggestione diabolica, uno dei quattro pezzi op.4, aveva conquistato il pubblico per la forza, la dinamica e le inconsuete dissonanze. Il vigore motorio di questo pezzo è l'esatta prefigurazione della Toccata op. 11. Prokof'ev conosceva a fondo la letteratura pianistica romantica e in particolare quella virtuosistica di Franz Liszt; nel comporre la sua Toccata aveva ben presente l'omonima composizione di Robert Schumann che lo aveva notevolmente impressionato quando la ascoltò per la prima volta. L'affinità fra le due opere è però solo legata all'aspetto dinamico; inoltre, per l'uso del modo minore, Prokof'ev conferisce al suo lavoro un tono più oscuro e inquietante
La Toccata op. 11 è sostanzialmente un "perpetuum mobile" che inizia con un Allegro marcato dove la nota Re viene ribattuta singolarmente dalla mano destra e quindi dalla sinistra unendo anche l'ottava inferiore. Dopo un intenso sviluppo la musica rallenta una prima volta fino a una brevissima pausa per poi riprendere la sua corsa ossessiva; tra "piano" e "crescendo" successivi giunge a un secondo attimo di quiete; una veloce scala cromatica conduce quindi alla conclusione del pezzo che termina con un inaspettato glissando.